# Leucanthemum adustum
La   margherita westalpina (nome scientifico  Leucanthemum adustum  (W.D.J.Koch) Gremli, 1898) è una specie di pianta angiosperma dicotiledone della famiglia delle Asteraceae (sottofamiglia Asteroideae, tribù Anthemideae (Mediterranean clade) e sottotribù Leucantheminae).

## Etimologia
Il nome generico latino (Leucanthemum) deriva dal greco antico λευκάνθεμον?, leukánthemon, "fiore bianco", a sua volta da λευκός, leukós, "bianco" e ἄνθεμον, ánthemon, "fiore" e fa ovviamente riferimento al colore dei fiori. L'epiteto specifico (adustum) significa "color fuliggine".
Il nome scientifico della specie è stato definito dai botanici Wilhelm Daniel Joseph Koch (1771-1849) e August Gremli (1833–1899), nella pubblicazione "  Fl. Anal. Suisse, éd. 2: 272" del 1898.

## Descrizione

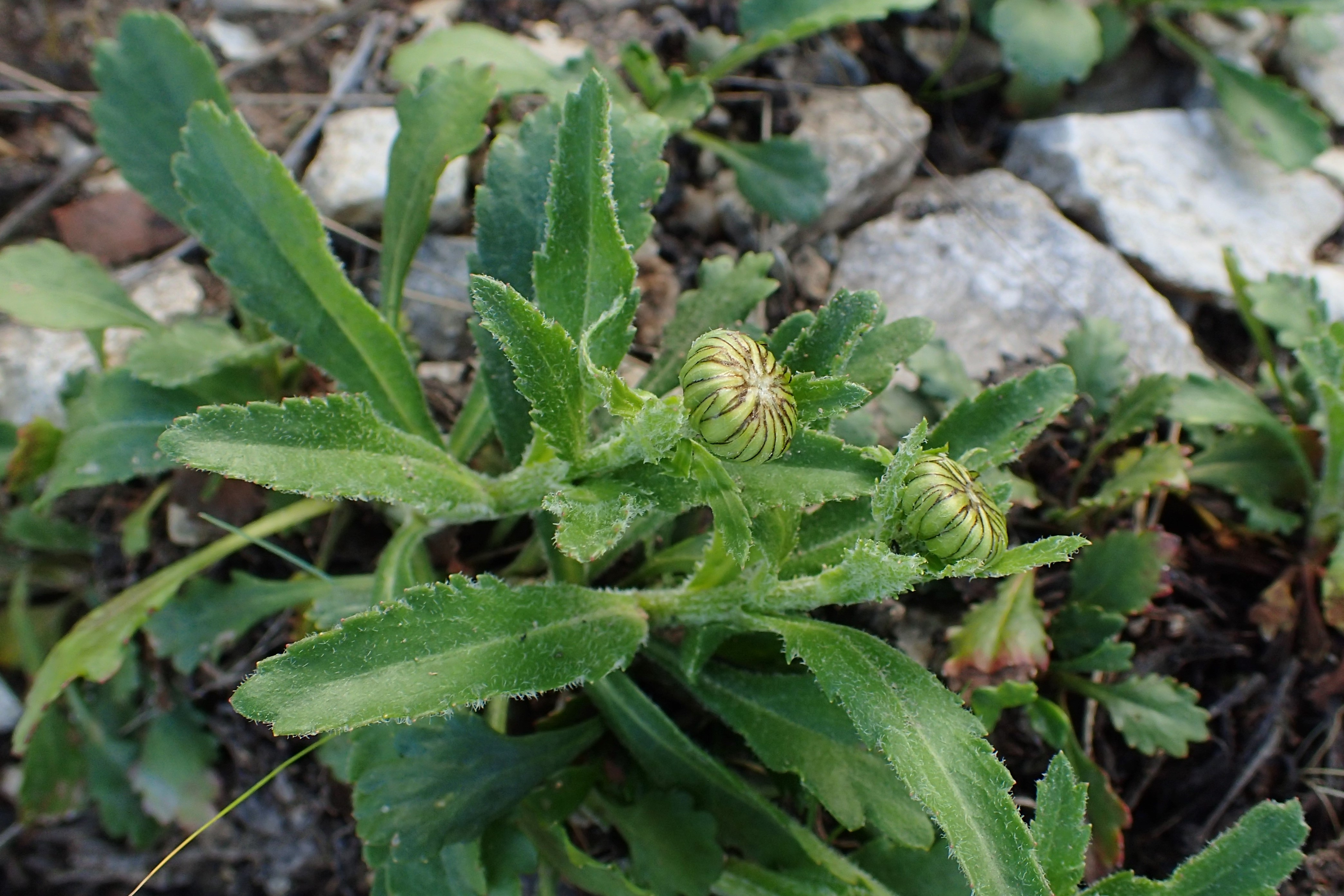
Il portamento

Portamento. La specie di questa voce è una erbacea con un ciclo biologico perenne. L'indumento è assente o formato da peli basifissi. La forma biologica è emicriptofita scaposa (H scap), ossia in generale sono piante erbacee, a ciclo biologico perenne, con gemme svernanti al livello del suolo e protette dalla lettiera o dalla neve e sono dotate di un asse fiorale eretto e spesso privo di foglie.
Radici. Le radici sono secondarie a partire dal rizoma (può essere strisciante). Le radici solitamente hanno una punta rossa.
Fusto. Sono piante alte fino a 3-5 dm.
- Parte ipogea: la parte sotterranea consiste in un rizoma.
- Parte epigea: la parte aerea del fusto è eretta, ascendente. Può essere ramosa alla base, ma generalmente è presente un solo gambo.

Foglie. Le foglie sono sia basali che caulinari, spesse, a consistenza coriacea. Quelle basali sono picciolate, quella caulinari sono sessili e amplessicauli. Lungo il fusto sono disposte in modo alterno. La forma è diversa a seconda della posizione delle foglie lungo il fusto; in tutti i casi sono profondamente dentate:
- foglie cauline basali (compresa la rosetta basale): sono spatolate con una forma obovata;
- foglie cauline medie e superiori: hanno una forma da oblunga a strettamente oblanceolata; all'apice sono acute. La base è attenuata con orecchiette.

Infiorescenza. Le sinflorescenze sono formate da capolini solitari o in lassi corimbi. Le infiorescenze vere e proprie sono composte da un capolino terminale peduncolato di tipo radiato (raramente discoide). I capolini sono formati da un involucro, con forme da emisferiche/campanulate a meniscoidi, composto da diverse brattee, al cui interno un ricettacolo fa da base ai fiori di due tipi: fiori del raggio e fiori del disco. Le brattee, a consistenza erbacea, con forme da ovate a lanceolate, con margini membranosi, quasi scariosi e di colore bruno scuro, sono disposte in modo più o meno embricato su più serie (da 3 a 5). Il ricettacolo, piano-convesso, è privo di pagliette. Dimensione dei capolini: 3-6 cm.
Fiori.  I fiori sono tetra-ciclici (formati cioè da 4 verticilli: calice – corolla – androceo – gineceo) e pentameri (calice e corolla formati da 5 elementi). Si distinguono in:
- fiori del raggio (esterni): sono femminili, fertili e sono disposti su una serie; la forma è ligulata (zigomorfa); a volte possono mancare o essere sterili;
- fiori del disco (centrali): sono più numerosi con forme brevemente tubulose (attinomorfe); sono ermafroditi (o funzionalmente maschili).

- Formula fiorale:

*/x K {\displaystyle \infty }, [C (5), A (5)], G 2 (infero), achenio
- Calice: i sepali del calice sono ridotti ad una coroncina di squame.

- Corolla:

- fiori del raggio: la forma della corolla alla base è più o meno tubulosa-imbutiforme, mentre all'apice è ligulata; la ligula può terminare con alcuni denti; il colore è bianco (tendente al rosato in fase di essiccazione);
- fiori del disco: la forma è tubulare bruscamente divaricata in 4-5 lobi; i lobi, patenti o eretti, hanno una forma deltata o più o meno lanceolata; i colori sono giallo e rosso.

- Androceo: l'androceo è formato da 5 stami (alternati ai lobi della corolla) sorretti da filamenti generalmente liberi a forma di balaustra; gli stami sono connati e formano un manicotto circondante lo stilo. Le antere possono essere sia di tipo basifissa che medifissa. Il tessuto endoteciale (rivestimento interno dell'antera) non è polarizzato. Il polline è sferico con un diametro medio di circa 25 micron;  è tricolporato (con tre aperture sia di tipo a fessura che tipo isodiametrica o poro) ed è echinato (con punte sporgenti).

- Gineceo: l'ovario è infero uniloculare formato da 2 carpelli. Lo stilo (il recettore del polline) è profondamente bifido (con due stigmi divergenti) e con le linee stigmatiche marginali separate o contigue. I due bracci dello stilo hanno una forma troncata e possono essere papillosi o ricoperti da ciuffi di peli.

- Antesi: da giugno a agosto.

Frutti. I frutti sono degli acheni ovali, bislunghi, neri e rigati di bianco: ai lati sono presenti 10 coste contenenti cellule micillaginifere e canali resiniferi. Gli acheni dei fiori del raggio esterno hanno un pappo rudimentale a forma di anello; ma in genere la sommità è nuda. Lunghezza degli acheni: 2,5-3,2 mm.

## Biologia
Impollinazione: tramite insetti (impollinazione entomogama tramite farfalle diurne e notturne).

Riproduzione: la fecondazione avviene fondamentalmente tramite l'impollinazione dei fiori.

Dispersione: i semi cadono a terra e vengono dispersi soprattutto da insetti come formiche (disseminazione mirmecoria). Un altro tipo di dispersione è zoocoria: gli uncini delle brattee dell'involucro (se presenti) si agganciano ai peli degli animali di passaggio che portano così i semi anche su lunghe distanze. Inoltre per merito del pappo (se presente) il vento può trasportare i semi anche per alcuni chilometri (disseminazione anemocora).

## Distribuzione e habitat

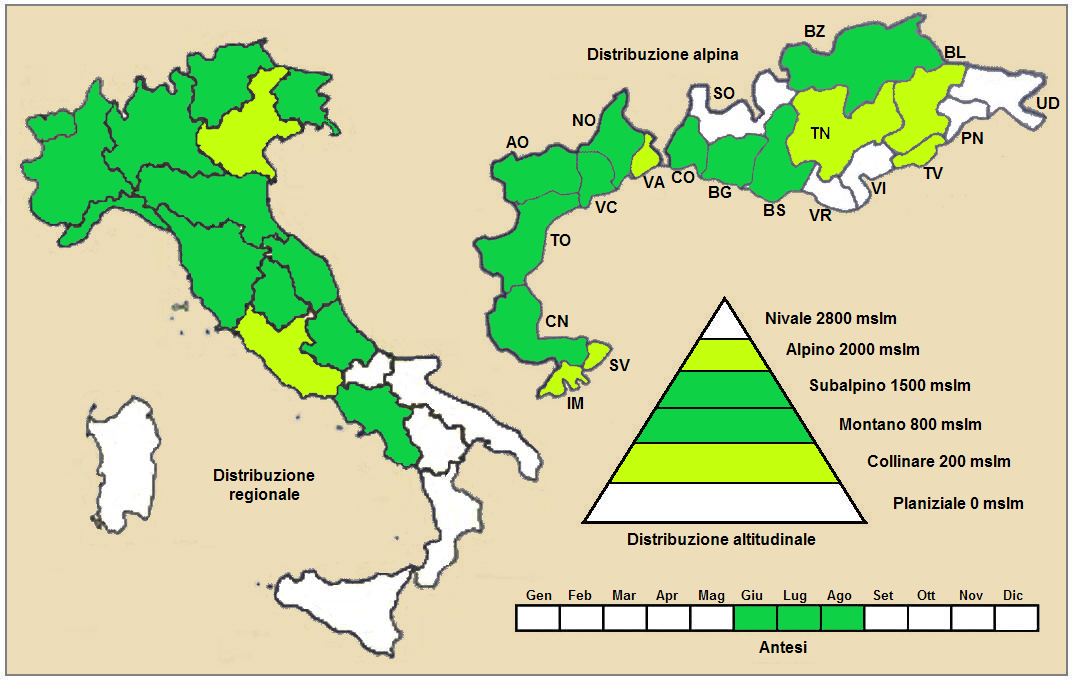
Distribuzione della pianta (Distribuzione regionale – Distribuzione alpina)

Geoelemento: il tipo corologico (area di origine) è  Orofita Sud Europeo.

Distribuzione: in Italia questa specie si trova comunemente nelle Alpi (soprattutto occidentali) e negli Appennini (fino alla Campania). Fuori dall'Italia, sempre nelle Alpi, questa specie si trova in Francia, Svizzera e Austria. Sugli altri rilievi collegati alle Alpi è presente nella Foresta Nera, Massiccio del Giura e Pirenei. Altrove si trova in Europa centrale e Svezia.

Habitat: l'habitat tipico per queste piante sono i prati montani e subalpini, le boscaglie e lungo le vie. Il substrato preferito è calcareo ma anche calcareo/siliceo con pH basico, bassi valori nutrizionali del terreno che deve essere mediamente umido. 

Distribuzione altitudinale: sui rilievi alpini, in Italia, queste piante si possono trovare fino a quote comprese tra 600 e 2000 m s.l.m.; nelle Alpi frequentano quindi i seguenti piani vegetazionali: subalpino, montano e in parte quello alpino e collinare. 

## Fitosociologia

### Areale alpino
Dal punto di vista fitosociologico alpino la specie di questa voce appartiene alla seguente comunità vegetale:
Formazione: delle comunità delle praterie rase dei piani subalpino e alpino con dominanza di emicriptofite
Classe: Elyno-Seslerietea variae
Ordine: Seslerietalia variae

### Areale italiano
Per l'areale completo italiano la specie di questa voce appartiene alla seguente comunità vegetale:
Macrotipologia: vegetazione casmofitica, glareicola ed epifitica
Classe: Asplenietea trichomanis (Br.-Bl. in Meier & Br.-Bl. 1934) Oberdorfer, 1977
Ordine: Violo biflorae-Cystopteridetali alpinae F. Casas, 1970
Alleanza:  Violo biflorae-Cystopteridion alpinae F. Casas, 1970
Descrizione. L'alleanza  Violo biflorae-Cystopteridion alpinae è relativa alle comunità delle rupi ombrose umide delle montagne dell’Europa meridionale che si sviluppano su substrati calcarei, tipicamente su rocce umide prevalentemente in esposizioni settentrionali e ombreggiate. L'alleanza è distribuita sulle montagne dell’Europa meridionale; in particolare in Italia è presente sulle Alpi e sull’Appennino centro-settentrionale.
Specie presenti nell'associazione: Agrostis schleicheri, Arabis alpina, Carex brachystachys, Cystopteris alpina, Cystopteris fragilis, Heliosperma quadridentatum, Saxifraga aspera, Saxifraga cotyledon, Saxifraga hirsuta, Saxifraga retusa, Viola biflora, Woodsia pulchella e  Leucanthemum adustum.

## Sistematica
La famiglia di appartenenza di questa voce (Asteraceae o Compositae (nomen conservandum) probabilmente originaria del Sud America, è la più numerosa del mondo vegetale, comprende oltre 23.000 specie distribuite su 1.535 generi, oppure 22.750 specie e 1.530 generi secondo altre fonti (una delle checklist più aggiornata elenca fino a 1.679 generi). La famiglia attualmente (2021) è divisa in 16 sottofamiglie; la sottofamiglia Asteroideae è una di queste e rappresenta l'evoluzione più recente di tutta la famiglia.

### Filogenesi
Il gruppo di questa voce è descritto nella tribù Anthemideae, una delle 21 tribù della sottofamiglia Asteroideae). In base alle ultime ricerche nella tribù sono stati individuati (provvisoriamente) 4 principali lignaggi (o cladi): "Southern hemisphere grade", "Asian-southern African grade", "Eurasian grade" e "Mediterranean clade". Il genere Leucanthemum (insieme alla sottotribù Leucantheminae) è incluso nel clade Mediterranean clade.
Nella pubblicazione "Flora d'Italia" le specie di Leucanthemum della flora spontanea italiana sono suddivise in tre gruppi: 1) piante con capolini con solo fiori tubolosi; 2) piante con capolini con fiori ligulati e acheni del disco senza corona; 3) piante con capolini con fiori ligulati e acheni del disco pappo a corona. La specie di questa voce appartiene al secondo gruppo e in particolare a piante con scapo con numerose foglie, quelle mediane con denti con lunghezza inferiore alla larghezza, con foglie cauline a base stretta e brattee con margini scuri.
I caratteri distintivi della specie  Leucanthemum adustum sono:
- le foglie cauline sono più larghe di 5 mm;
- la lamina delle foglie basali ha delle forme da oblanceolate a obovate con apice ottuso;
- il colore delle foglie è verde e quelle lungo il fusto non sono amplessicauli.

Il numero cromosomico delle specie di questa voce è: 2n = 54.

### Variabilità
Per questa specie sono riconosciute le seguenti sottospecie:
- Leucanthemum adustum subsp. adustum (è il tipo principale presente in Italia).
- Leucanthemum adustum subsp. margaritae (Jáv.) Holub, 1974 - Distribuzione: Europa centrale.

### Sinonimi
Sono elencati alcuni sinonimi per questa entità:
- Chrysanthemum montanum var. adustum W.D.J.Koch